# André Genot
André Genot (Namen, 15 maart 1913 - aldaar, 2 september 1978) was een Belgische syndicalist voor het Algemeen Geünifieerd Syndicaat der Openbare Diensten (ACOD) en een militant van de Waalse Beweging.

## Biografie
Hij begon zijn carrière als vakbondsvertegenwoordiger bij Métallos in 1931. Na de Duitse inval op 10 mei 1940, nam hij deel aan de Achttiendaagse Veldtocht. Na de Belgische overgave dook hij onder en werd lid van het Onafhankelijkheidsfront. In 1942 was hij een van de oprichters van het Algemeen Geünifieerd Syndicaat der Openbare Diensten (ASOD), dat initieel actief was in Wallonië en Brussel. Genot was hier de drijvende kracht, en had tevens contact met André Renard, toen leider van de binnen de Luikse metaalindustrie actieve Mouvement Syndical Unifié (MSU).
Na de oorlog werd hij lid van het Waals Nationaal Congres, waarvoor hij gesensibiliseerd was door André Renard. Hiervoor nam hij tijdens de bewustmakingacties van juli 1950 deel aan het eerbetoon voor François Bovesse op 12 juli in Namen, tien dagen voor de terugkeer van Leopold III. Op 14 juli van datzelfde jaar lanceerde hij in Charleroi het "appel à la Résistance du peuple wallon". Daarnaast is hij de grote vormgever van de regionalisering van het ABVV. Zo stelde hij het programma op voor de structuurhervormingen van de ABVV die in 1954 en 1956 met steun van Jacques Yerna en Ernest Mandel werden goedgekeurd.
Tijdens het congres van de Belgische Socialistische Partij (BSP) in december 1958 hield hij een opmerkelijke toespraak die mee aanleiding gaf tot de Algemene staking van 1960-'61 en groot applaus oogstte onder de Waalse vertegenwoordigers. De toespraak hield ernstige kritiek in op het beleid van Achille Van Acker. Een jaar later, op het Congres van de Waalse Socialisten op 6 en 7 juni 1959, wordt eenstemmig een motie voor het federalisme goedgekeurd.
Na de Algemene Staking van 1960-'61 richtte hij samen met André Renard, Freddy Terwagne en Jacques Yerna de Mouvement populaire wallon (MPW) (Nl: Waalse Volksbeweging) op, aangezien hij constateerde dat er geen interne hervorming mogelijk was binnen het ABVV. In 1962 verving hij Renard aan het hoofd van deze beweging. In 1968 slaagde hij erin om de Algemene Centrale der Openbare Diensten te herstructureren en bijgevolg de Waalse interregionale op te richten.
Als postuum eerbetoon werd het permanent onderwijscentrum van het Waalse ABVV, het "Centre d'éducation populaire André Genot (CEPAG)" naar hem vernoemd.